# نوسنگی با سفال
در باستان‌شناسی، نوسنگی با سفال (به انگلیسی: Pottery Neolithic) یا نوسنگی ۳ عنوان دوره‌ای پیشاتاریخی است از دوران نوسنگی در عصر حجر، که در حدود ۶٬۴۰۰ پ.م. (۸٫۴۰۰ سال پیش) در هلال حاصل‌خیز آغاز شد. در این دوران فرهنگ‌هایی متشخص، مثل فرهنگ حلف در شمال میانرودان و آناتولی و فرهنگ عبید در جنوب میانرودان به‌وجود آمده بودند و آثاری از جنس سفال می‌ساختند. در بعضی محوطه‌ها دوران نوسنگی با سفال را به دو دورهٔ نوسنگی با سفال آ (PNA) و نوسنگی با سفال ب (PNB) تقسیم می‌کنند.
این دسته‌بندی‌ها را نخست کتلین کنیان انجام داده که حفاری اریحا را بر عهده داشت.
دوران نوسنگی با سفال با شروع دوران مس‌سنگی (آخرین دوران عصر حجر) در حدود ۴۵۰۰ پ.م. (۶٫۵۰۰ سال پیش) به پایان رسید.